# Кук (Міннесота)
Кук (англ. Cook) — місто (англ. city) в США, в окрузі Сент-Луїс штату Міннесота. Населення — 534 особи (2020).

## Географія
Кук розташований за координатами 47°50′25″ пн. ш. 92°41′15″ зх. д. / 47.84028° пн. ш. 92.68750° зх. д. (47.840166, -92.687499).  За даними Бюро перепису населення США в 2010 році місто мало площу 6,56 км², уся площа — суходіл.

## Демографія
Згідно з переписом 2010 року, у місті мешкали 574 особи в 268 домогосподарствах у складі 134 родин. Густота населення становила 87 осіб/км².  Було 306 помешкань (47/км²).
Расовий склад населення:
| - 92,0 % — білих - 4,9 % — корінних американців - 0,2 % — вихідців з тихоокеанських островів - 0,2 % — чорних або афроамериканців |

До двох чи більше рас належало 2,4 %. Частка іспаномовних становила 0,9 % від усіх жителів.
За віковим діапазоном населення розподілялося таким чином: 19,5 % — особи молодші 18 років, 57,5 % — особи у віці 18—64 років, 23,0 % — особи у віці 65 років та старші. Медіана віку мешканця становила 47,0 року. На 100 осіб жіночої статі у місті припадало 90,7 чоловіків;  на 100 жінок у віці від 18 років та старших — 84,1 чоловіків також старших 18 років.
Середній дохід на одне домашнє господарство  становив 42 457 доларів США (медіана — 37 917), а середній дохід на одну сім'ю — 60 932 долари (медіана — 52 794). Медіана доходів становила 35 938 доларів для чоловіків та 31 136 доларів для жінок. За межею бідності перебувало 10,2 % осіб, у тому числі 9,4 % дітей у віці до 18 років та 9,5 % осіб у віці 65 років та старших.
Цивільне працевлаштоване населення становило 243 особи. Основні галузі зайнятості: освіта, охорона здоров'я та соціальна допомога — 23,9 %, роздрібна торгівля — 19,3 %, мистецтво, розваги та відпочинок — 17,3 %.